# Résolution 1043 du Conseil de sécurité des Nations unies
La résolution 1043 du Conseil de sécurité des Nations unies, adoptée à l'unanimité le 31 janvier 1996, rappelle les précédentes résolutions sur la Croatie, notamment la résolution 1037 (1996) qui établit l'Administration transitoire des Nations unies pour la Slavonie orientale, la Baranja et le Srem occidental (ATNUSO). Le Conseil autorise le déploiement de 100 observateurs militaires pour une période initiale de six mois. Le 26 janvier, le secrétaire général informe le Conseil de sécurité que la mission de l'ATNUSO aura besoin des observateurs pour superviser la démilitarisation de la Slavonie orientale.